# Unravel Two
Unravel Two est un jeu vidéo de plates-formes et de réflexion développé par Coldwood Interactive et édité par Electronic Arts, sorti le 9 juin 2018 sur PlayStation 4, Xbox One, Microsoft Windows et Nintendo Switch. Il s'agit de la suite du jeu Unravel, sorti en février 2016.

## Système de jeu
Le joueur incarne à nouveau Yarny, un personnage pelote de laine qui interagit avec l'environnement avec ses fils. Il y a désormais deux Yarnys, qui peuvent être contrôlés par un joueur ou deux, en mode coopératif.

## Développement
Unravel 2 est annoncé le jour même de sa sortie, durant la conférence d'EA à l'E3 2018.